# Стефан Гординський
Стефан Гординський гербу Сас (~ 1720, Гординя — ?) — мечник Києва, віце-регент гродського суду м. Львова (1754), гродський писар Львова, посол Львівської землі (1764), підписав обрання Станіслава Августа. У 1769 р. — гродський суддя Львова і підстароста Львова (1779). З 1770 р. — стольник жидачівський.